# پیدا کردن سکه در دهان ماهی

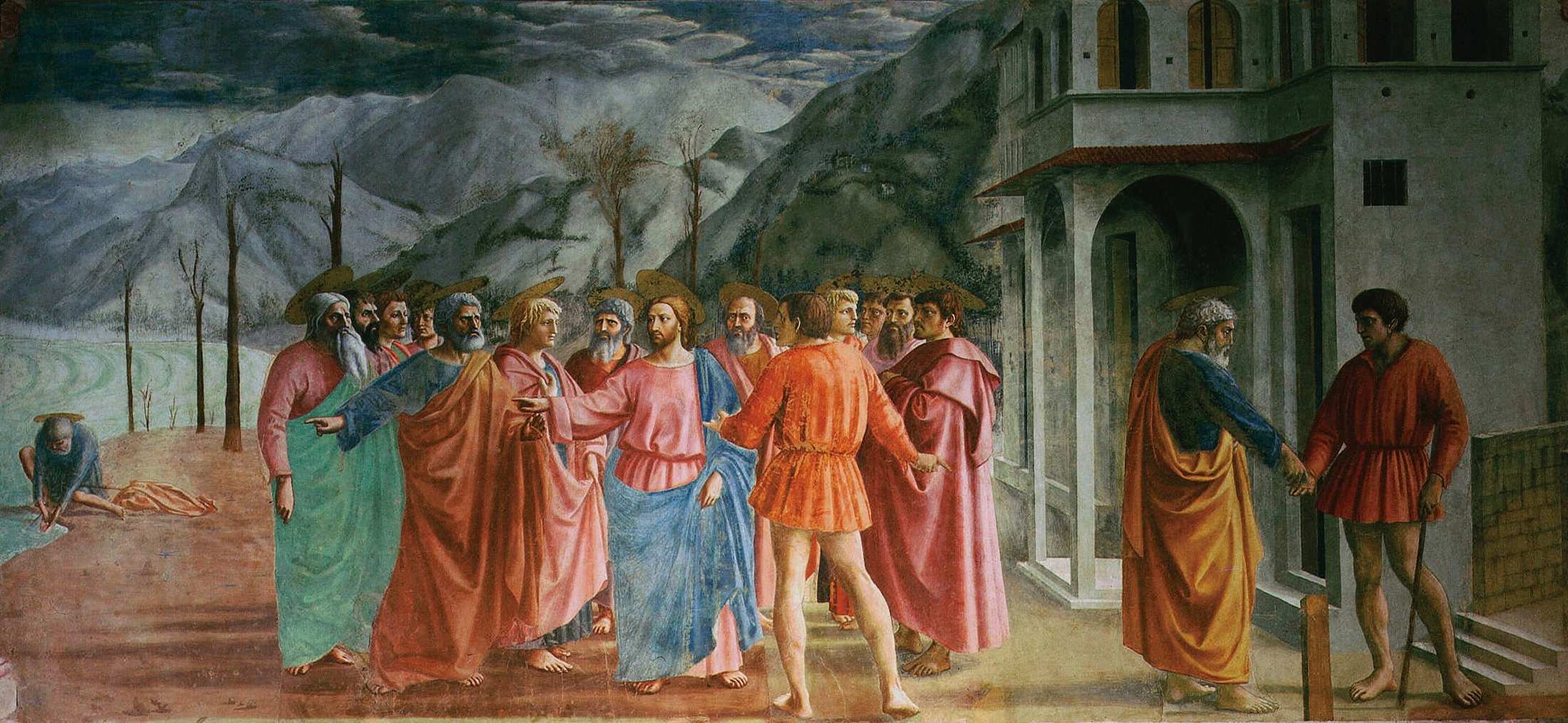
دیوار نگاره‌ای در کلیسای برانچاچی از ماجرای پیدا کردن سکه در دهان ماهی، اثر مازاتچو، نقاشِ برجستهٔ ایتالیایی دورهٔ رُنسانس.

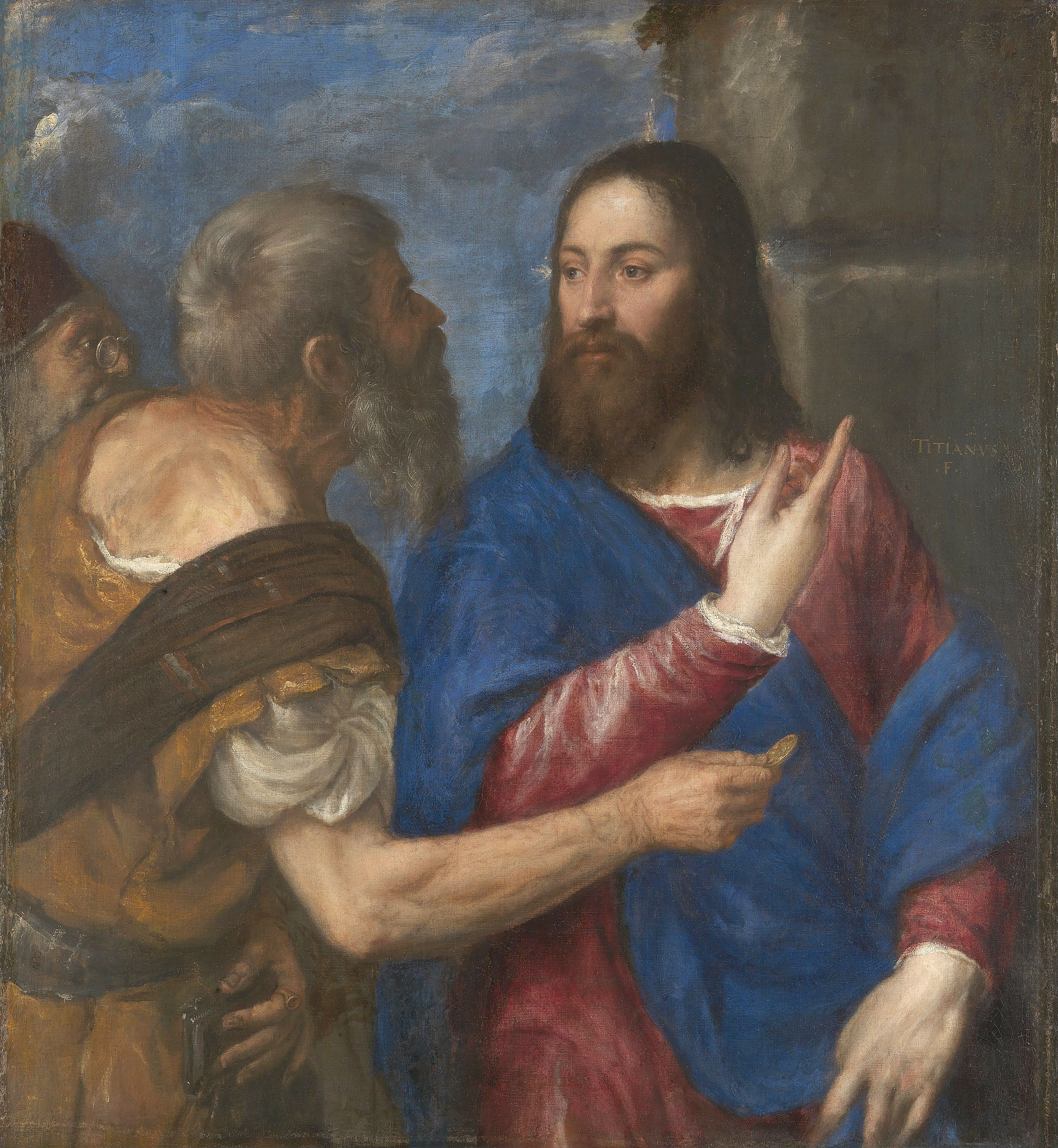
پیدا کردن سکه در دهان ماهی، نام اثری از تیسین، نقاشِ برجستهٔ ونیزی دورهٔ رُنسانس. این اثر اکنون در نگارخانه ملی لندن نگه‌داری می‌شود.

پیدا کردن سکه در دهان ماهی، یکی از معجزات منسوب به عیسی مسیح است. در انجیل متی به این ماجرا اشاره شده‌است.
ماجرا در انجیل متی این‌گونه شرح داده‌شده که پطرس، از حواریون عیسی، پس از صحبت با مأمور وصول مالیات بازسازی معبد دوم اورشلیم و اطلاع آن به عیسی، از طرف عیسی مأمور گرفتن ماهی با قلاب و یافت یک سکه در دهان ماهی و پرداخت آن به مأمور وصول مالیات گردید.